# Oku-Ratte
Die Oku-Ratte (Lamottemys okuensis) ist eine Nagetierart aus der Gruppe der Altweltmäuse (Murinae).
Von der Oku-Ratte wurden bislang nur vier Exemplare gefunden. Die Tiere erreichen eine Kopfrumpflänge von 11 bis 14 Zentimetern und eine Schwanzlänge von 11 bis 13 Zentimetern. Zwei gewogene Tiere erreichten 43 und 69 Gramm. Ihr feines Fell ist braun gefärbt, wobei die Unterseite etwas heller ist. Der graue Schwanz ist mit kleinen Schuppen und kurzen Haaren bedeckt.
Die Art ist nur vom Bereich des Berges Oku in Kamerun bekannt. Sie bewohnt gebirgige Regenwälder in 2100 bis 2900 Meter Höhe, ansonsten ist über ihre Lebensweise nichts bekannt. Ihr gesamtes Verbreitungsgebiet misst weniger als 100 km², darum wird die Art von der IUCN als „stark gefährdet“ (endangered) gelistet.
Systematisch ist sie innerhalb der Altweltmäuse Teil der Oenomys-Gruppe.